# Siège de Béjaïa (1512)
Pour les articles homonymes, voir Siège de Béjaïa.
Conflits algéro-hispaniques
Le siège de Béjaïa est une tentative de reconquête kabyle de la ville ayant lieu en août 1512. Il est mené par l'émir El-Moufok pour le compte d'Abou Bakr, sultan de Béjaïa, et le célèbre Arudj Barberousse à la suite de la perte de la ville deux ans plus tôt par son frère Abdelaziz au profit des Espagnols.
Le résultat le plus net de cette attaque, outre la perte d’un bras, avait été de mettre Arudj en contact avec les Kabyles, dont il avait apprécié le courage.

## Contexte
Abou Bakr met la ville de Béjaïa sous blocus depuis deux ans en s'appuyant sur l'ancien dispositif des forts zianides de la Soummam de la période médiévale (les Zianides ayant tenté de prendre Béjaïa au XIIIe siècle par une technique similaire). Les multiples incursions ne sont pas concluantes et les Espagnols renforcent leurs positions dans la ville en étant ravitaillés par la mer. Abou Bakr décide de faire appel aux corsaires Barberousse pour l'appuyer dans cette opération. Il compte sur leur appui pour battre les Espagnols sur leur flanc maritime tandis que ses troupes assiègent la ville par la terre[réf. nécessaire].
Il promis à Arudj non seulement de le rémunérer, mais de le faire seigneur de Béjaia dont le port lui assurerait sécurité toute l'année. Arudj et son frère arrivèrent ainsi au moins d’août avec 12 galiotes, 1 000 turcs et quelques maures.

## Déroulement
Arudj ouvrit d'abord le feu contre la principale défense de la place, c'était une grande et forte tour que le comte Pedro Navarro avait refaite à neuf. En même temps, le roi de Bougie descendit des montagnes pour l'assister avec plus de 3 000 kabyles berbères. Au bout de huit jours, la tour espagnole était déjà presque détruite, jusqu’à ce qu'un projectile vienne frapper Arudj au bras gauche et le lui emporta presque entièrement. Après cela, l'armée fut contrainte de se retirer pour le faire soigner.

## Conséquences
Le siège de la ville est un échec, mais il inaugure une période d'hostilité entre les Espagnols et les frères Barberousse.
Arudj se rendit à Tunis pour soigner sa blessure, ou ont le fit amputer.